# روبن هاوکس
روبن هاوکس (انگلیسی: Ruben Houkes؛ زادهٔ ۸ ژوئن ۱۹۷۹) جودوکار اهل هلند بود.